# Coniugazione (lingua italiana)
Nel sistema verbale della lingua italiana si distinguono tradizionalmente tre coniugazioni, la 1ª, la 2ª e la 3ª coniugazione, per indicare i verbi che all'infinito terminano rispettivamente in -are, -ere ed -ire. Spesso le forme coniugate delle tre coniugazioni si distinguono per un'unica vocale, detta tematica.
Nella coniugazione delle forme semplici (eccettuati il futuro semplice e il passato remoto), l'accento tonico cade sulla radice nelle forme al singolare e nella terza plurale (loro), mentre nelle forme in noi e voi cade sulla desinenza. Ad esempio, per il presente indicativo del verbo amare si avrà: àmo, àmi, àma, amiàmo, amàte, àmano. Durante l'apprendimento della lingua, possono creare alcune difficoltà alcune forme con comportamenti devianti nel presente ed in altre forme semplici. Il verbo abitare conserva l'accento sulla penultima sillaba nelle forme in noi e voi, ma ha una coniugazione ricca di forme sdrucciole: àbito, àbiti, àbita, abitiàmo, abitàte, àbitano. Similmente: dèdico eccetera.

## La prima coniugazione
Tra le tre coniugazioni, la prima (quella in -are) è la più frequente ed è anche l'unica ancora produttiva: infatti, i neologismi che introducono nuovi verbi suffissano solo in -are: faxare, formattare ecc.
La prima coniugazione possiede soltanto quattro verbi irregolari: dare, stare, andare e fare (e i loro derivati). Tra questi quattro verbi, fare assume un ruolo particolare perché deriva dal latino facĕre e viene talvolta coniugato come i verbi della seconda coniugazione (-ere): conserva ad esempio la vocale tematica e in diverse forme verbali (facessi, facevo, facendo). Secondo la maggior parte delle fonti, comunque, fare viene considerato come un verbo della prima coniugazione.

## La seconda coniugazione
La coniugazione in -ere è quella più ricca di forme irregolari. Corrisponde in origine alla seconda e alla terza coniugazione latina. La bipartizione in due gruppi lascia le sue tracce anche nell'italiano di oggi. Infatti, si può in genere distinguere tra i verbi con l'accento tonico sulla radice (prèndere) e gli altri, che hanno invece l'accento sulla desinenza: potére. Il primo gruppo comprende meno irregolarità, di solito limitate al passato remoto ed al participio passato: presi, preso. Il secondo gruppo include molti verbi in cui le irregolarità si trovano già nelle forme del presente. Sempre a proposito del secondo gruppo, questo prevede in genere la caduta di -e- nelle forme del futuro semplice e del condizionale semplice: potrò, potrei al posto di poterò, poterei.
I verbi terminanti per -arre, -orre ed -urre appartengono alla seconda coniugazione, dato il loro etimo (si tratta di forme contratte):
trarre < lat. trahere
porre < lat. ponere
tradurre < lat. traducere
Altre forme contratte, le cui forme coniugate si allontanano dall'infinito, sono bere e dire, rispettivamente da bibere e dicere. Daranno le rispettive forme bevo, dico, eccetera. Il secondo dei due verbi, comunque, è passato alla terza coniugazione.

## La terza coniugazione
La coniugazione in -ire si distingue principalmente per l'uso, in innumerevoli verbi come pulire, capire, preferire di un suffisso (-isc-), usato in numerose forme verbali dette tradizionalmente verbi incoativi. Si tratta del presente dell'indicativo e del congiuntivo, nonché dell'imperativo: tu pulisci; che tu pulisca; pulisci! ecc. Il suffisso non compare nella prima e nella seconda persona plurale (io capisco, ma noi capiamo, voi capite).
Alcuni altri verbi, spesso di ampio utilizzo come aprire o sentire, non prevedono il suffisso. Altri ancora, come nutrire, sono attestabili sia con che senza -isc- (nutro, nutrisco); in questo caso, si tratta comunque di eccezioni isolate, dato che similmente a nutrire si comportano pochi altri verbi tra cui i principali sono applaudire, assorbire, inghiottire e tossire.
Questa coniugazione comprende alcune particolari forme di derivazione dall'aggettivo, e caratterizzate da un prefisso: arrossire, dimagrire, inasprire, ingiallire, sfoltire. Si tratta di cosiddetti verbi parasintentici.
Corrisponde alla quarta coniugazione latina, pur includendo alcuni verbi che in questa lingua appartenevano ai verbi in -io/-ere con coniugazione "mista" (capere, oggi capire).